# Werner Wolf Glaser
Werner Wolf Glaser (Keulen, 14 april 1910 - Västerås, 29 maart 2006) was een Zweeds componist, kunsthistoricus, psycholoog en dirigent.

## Levensloop
Aan de Rheinische Musikhochschule te Keulen studeerde hij piano, orkestdirectie en compositie. Daarna aan de Universiteit in Bonn kunsthistorie. Hij vervolgde zijn studies aan de Musikhochschule in Berlijn en bij Paul Hindemith (compositie), maar hij studeerde ook psychologie.
Van 1929 tot 1931 was hij dirigent aan de opera in Chemnitz en hij ging in 1932 als koordirecteur naar Keulen. Via Parijs emigreerde hij naar Lyngby, Denemarken, en werd docent aan de Frederiksbergs Volksmusik-hogschool te Kopenhagen. In 1943 vertrok hij naar Zweden. Van 1944 tot 1959 was hij dirigent bij het Södra Västmanlands Orkesterförbund en hij leidde eveneens als directeur tot 1975 de Västerås Musikskola, waar hij samen met Ivar Andrén en Gunnar Axén werkte. Voor een regionaal dagblad schreef hij muziekkritieken.
Hij heeft een omvangrijk oeuvre in vele genres. De school van Hindemith is in zijn orkesttaal herkenbaar, maar hij ontwikkelde ook zijn eigen stijl.

## Composities

### Werken voor orkest

#### Symfonieën
- 1933-1934 Symfonie nr. 1, op. 10
- 1935-1936 Symfonie nr. 2 - Kammersinfonie, op. 14
- 1936-1940 Symfonie nr. 3
- 1943 Symfonie nr. 4
- 1947-1949 Symfonie nr. 5
- 1955-1957 Symfonie nr. 6 - Sinfonia breve della transparenza
- 1959 Symfonie nr. 7 - Azione tardante
- 1964 Symfonie nr. 8 - Fyra dans-scener
- 1976 Symfonie nr. 9
- 1979-1980 Symfonie nr. 10
- 1983 Symfonie nr. 11
- 1990 Symfonie nr. 13

#### Concerten voor instrumenten en orkest
- 1964 Concert, voor viool en orkest
- 1966 Förvandlingar, voor piano en orkest
- 1969 Concert, voor hoorn en orkest
- 1976 Concert, voor cello en orkest
- 1981 Concert, voor tenorsaxofoon en strijkorkest

#### Andere werken voor orkest
- 1939 Trilogia per orchestra
- 1940-1942 Fem stycken voor orkest
- 1945 Twee korte orkeststukken
- 1947 Präludium voor orkest
- 1954 Idyll, elegi och fanfar voor orkest
- 1957 Konsert Concerto per orchestra II
- 1957 Sorgmusik över en flicka voor strijkorkest
- 1965-1966 Conflitti - Orkestconcert nr 3
- 1967 Paradosso I concertante muziek voor strijkorkest
- 1975 Tre symfoniska danser voor orkest
- 1977 Adagio per archi "Rust en Unrust"
- 1981 Trilogia per orchestra II
- 1986 Nigeria suite naar antieke Nigeriaanse sculpturen
- 1987 Tema con variazioni

### Werken voor harmonieorkest
- 1960 Concerto della Capella, voor piano en harmonieorkest
- 1966 Konsert, voor harmonieorkest
- 1974 Marsch i blåsväder "Aufforderung zum Marsch"
- 1980 Sinfonie für Bläser, voor symfonisch blaasorkest
- 1981 3 pieces for 11 saxophones, voor saxofoon-orkest (2 sopraansax, 4 altsax, 2 tenorsax, 2 baritonsax, bassax)

### Oratoria, cantates en geestelijke muziek
- 1966 Tystnad, cantate voor sopraan, fluit, altsaxofoon, basklarinet, drums, gong, viool, cello en geluidsband
- 1968 Porten, Adventscantate voor sopraan en orgel
- 1973 En aftonkantat, cantate voor soli, twee gemengde koren, fluit, klarinet, hoorn en orgel
- 1972 Meditationspsalm, voor gemengde stemmen en orgel

### Muziektheater

#### Opera's
| Voltooid in | titel                  | aktes       | première                                | libretto       |
| ----------- | ---------------------- | ----------- | --------------------------------------- | -------------- |
| 1961        | Kagekiyo               |             | 30 oktober 1982, Operarotundan          | P. E. Wahlund  |
| 1970        | Möten                  |             | 13 december 1970, Västerås              |                |
| 1971        | En naken kung          | 2 bedrijven | 6 april 1973, Göteborg, Stora teatern   | Etienne Glaser |
| 1972        | Cercatori (De sökande) |             | 1 oktober 1974, Västerås teater         |                |
| 1988        | Mini-Opera             |             | 18 februari 1989, Stockholm, Unga Klara | Nils Gredeby   |

#### Balletten
| Voltooid in | titel                   | aktes          | première | libretto | choreografie |
| ----------- | ----------------------- | -------------- | -------- | -------- | ------------ |
| 1960        | Persefone               | drie bedrijven |          |          |              |
| 1973        | Les cinq pas de l'homme |                |          |          |              |

#### Toneelmuziek
- 1963 Den kinesiska asken - tekst: Finn Methling
- 1971 Skjut dig ej Senja, - tekst: M. Erdmann
- 1972 Pojken och rösten - tekst: Leif Sundberg
- 1980 Frihetens klockor - tekst: Per-Erik Öhrn naar J Thurber
- 1981 La revolte - tekst: Villiers de l'Isle-Adam

### Koormuziek
- 1936 Der Tod ist groß voor gemengd koor
- 1963 Melankolians visor Suite
- 1964 Dagen Suite
- 1967 Årskrets voor kinderkoor
- 1968 Vårmosaik voor gemengd koor en strijkkwartet

### Kamermuziek
- 1943 Gamle man voor zang en piano
- 1945 Dansvisa voor zang en piano
- 1967 Ordo Meatus voor hobo d'amore solo
- 1969 Serioso voor hobo en klavecimbel
- 1974 Absurt divertimento voor sopraan en blazerskwintet
- 1975 Sommar voor sopraan en fluit
- 1976 Sommar Version II voor zang en piano
- 1976 Marsch i skrattspegel voor blazerskwintet
- 1977 Per Sylvestrum voor fluit en piano
- 1980 Fågelliv Vie d'oiseau drie stukken voor sopraan en drie strijkers
- 1983 Fanfara per ASEA voor drie trompetten en pauken
- 1997 Solo per eufonio solo voor eufonium

- Bibliothèque nationale de France: cb15601961t (data)
- Gemeinsame Normdatei: 122022289
- International Standard Name Identifier: 0000 0001 1850 7780
- Library of Congress Control Number: n81127869
- MusicBrainz: ff62fbe6-5456-4148-90a4-1751f168e7bc
- Nationale Bibliotheek van Israël: 987007413523305171
- Nationale Bibliotheek van Polen: a0000003152581
- LIBRIS: 188318
- SNAC: w6nh264x
- Système universitaire de documentation: 157367266
- Virtual International Authority File: 100336988
- WorldCat: E39PBJyGRgBBFtthfwrtMGmTpP